# Король Роббо
Король Роббо (англ. King Robbo; настоящее имя — Джон Робертсон (англ. John Robertson); 23 октября 1969, Англия, Великобритания — 31 июля 2014, Лондон, Англия, Великобритания) — британский андерграундный художник. Его вражда с художником Бэнкси стала центральной темой телевизионного документального фильма телеканала Channel 4 «Войны граффити» (англ. Graffiti Wars), впервые показанного в августе 2011 года.

## Ранние работы
Король Роббо впервые разрисовал поезд в 1985 году, а в 1988 году совместно с Drax WD нанёс на поезд метро надпись «Счастливого Рождества» (англ. Merry Christmas). Эта его работа получила освещение на национальном уровне: на ITV News и в газете «The Independent».

## Вражда с Бэнкси
В 1985 году 15-летний Король Роббо нарисовал граффити под штаб-квартирой Британской транспортной полиции на стене у Риджентс-канала, в Камдене (Лондон), в месте, до которого можно было добраться только по воде. Большая полноцветная часть граффити, названная «Robbo Incorporated», с годами стала самым старым граффити в Лондоне. Со временем практически все работы Короля Роббо были постепенно удалены с лондонских поездов и стен властями, за исключением этого граффити у Риджентс-канала. Однако в 2009 году английский художник Бэнкси уничтожил большую его часть, пририсовав изображение расклейщика обоев.
Король Роббо говорил, что впервые познакомился с Бэнкси в 1990-х годах в баре «Дракон» на Олд-стрит. Согласно его рассказу, в ответ на его приветствие Бэнкси ответил, что никогда не слышал о нём. Король Роббо, оскорбившись, дал обидчику пощёчину, после чего, по его словам, Бэнкси схватил очки и убежал.
На Рождество 2009 года Роббо восстановил часть своего граффити, испорченного Бэнкси, — на новом граффити рабочий делал надпись «KING ROBBO» серебряными буквами. Через три дня перед словом «KING» появились буквы «FUC».
Эта заочная вражда привела к войне со многими другими работами Бэнкси, которые были изменены «Team Robbo». В 2014 году LDNGraffiti опубликовал иллюстрированный график этой вражды. В 2015 году Бэнкси включил работу, посвящённую Королю Роббо, в выставку Дисмаленд.

## Травма и кома
2 апреля 2011 года Король Роббо получил опасную для жизни травму головы за 5 дней до своей выставки «Team Robbo — The Sell Out Tour» в галерее Сигнал, в лондонском Шордитче. Считается, что травма произошла в результате случайного падения. Король Роббо был найден в луже крови у подножия лестницы у своей квартиры в Кингс-кроссе. В ноябре 2011 года, через три месяца после выхода в эфир документального фильма Channel 4 «Войны граффити», граффити Camden Robbo было закрашено чёрно-белым изображением оригинала с добавлением короны и баллончика с распылительной краской с символом пламени над ним. Это было сделано Бэнкси как «дань ему и как попытка положить конец вражде в смысле зажжения свечи для Роббо, который всё ещё находился в коме». Граффити было восстановлено в его первоначальном виде с небольшими изменениями членами «Команды Роббо» 24 декабря 2011 года, в канун Рождества.

## Смерть
Роббо так и не вышел из комы и умер 31 июля 2014 года в возрасте 44 лет. У него остались сын и две дочери.